# Friedrich Klenk
Friedrich Klenk (* 17. Januar 1941 in Köln) ist ein deutscher Jurist. Er war Richter am Bundesfinanzhof.

## Leben
Er studierte Rechtswissenschaften in Tübingen und wurde zum Dr. iur. promoviert. Er ist seit dem Wintersemester 1961/62 Mitglied der Studentenverbindung Akademische Gesellschaft Stuttgardia Tübingen, der auch sein Bruder Hans-Dieter Klenk angehörte.
Er war ab 1969 in der Finanzverwaltung Nordrhein-Westfalen tätig. 1974 wurde er wissenschaftlicher Hilfsarbeiter am Bundesfinanzhof in München und 1976 Richter am Finanzgericht Rheinland-Pfalz.
Von 1990 bis 2006 war er Richter am Bundesfinanzhof in München.